# سولاوسی جنوبی
سولاوسی جنوبی (به اندونزیایی: Sulawesi Selatan) یک استان در اندونزی است که در مرکز این کشور واقع شده‌است.

## خصوصیات
سولاوسی جنوبی ۴۶٬۷۱۷٫۴۸ کیلومترمربع مساحت و ۸٬۰۳۲٬۵۵۱ نفر جمعیت دارد.

## نگارخانه